# 獅島 (維多利亞地)
獅島（英語：Lion Island, Victoria Land），是南極洲的島嶼，位於維多利亞地，處於虎島附近的亨特冰川終點以東，由英國探險隊命名，現時由南極條約體系管理。